# Dyrektor izby skarbowej
Dyrektor izby skarbowej – istniejący przed 1 marca 2017 r. organ administracji rządowej będący jednocześnie organem drugiej instancji w postępowaniu podatkowym i postępowaniu egzekucyjnym w administracji. Był powoływany i odwoływany przez ministra właściwego do spraw finansów publicznych. Od 1 marca 2017 r. jego rolę przejął dyrektor izby administracji skarbowej.

## Kompetencje dyrektora izby skarbowej
Dyrektor izby skarbowej kierował pracą izby skarbowej i odpowiadał przed Ministrem Finansów za prawidłową i terminową realizację zadań izby i podległych urzędów skarbowych. Realizował swoje zadania przy pomocy wicedyrektora lub wicedyrektorów, głównego księgowego, radców prawnych, naczelników wydziałów, kierowników komórek organizacyjnych i pozostałych pracowników.
Ponadto do realizacji określonych zadań mógł on wyznaczać pełnomocników i tworzyć zespoły lub komisje, określając odpowiednio ich skład osobowy, cel wyznaczenia lub utworzenia, zakres zadań i tryb pracy.
Kompetencje do podejmowania decyzji, podpisywania pism i wyrażania stanowiska dyrektora izby skarbowej w określonej sprawie, określał regulamin organizacyjny danej izby.
Dyrektor izby skarbowej powoływał i odwoływał zastępców naczelnika urzędu skarbowego – na wniosek naczelnika urzędu skarbowego. Miał także prawo do wnioskowania do Ministra właściwego do spraw finansów publicznych o odwołanie naczelnika urzędu skarbowego lub o powołanie i odwołanie wicedyrektora izby skarbowej.
Do zakresu jego kompetencji należało również nadanie regulaminu organizacyjnego izbie skarbowej, po zatwierdzeniu projektu tego regulaminu przez Ministra Finansów oraz nadanie regulaminów organizacyjnych podległym urzędom skarbowym.

## Procedura powołania na stanowisko dyrektora izby skarbowej
Dobór kandydatów na stanowisko dyrektora izby skarbowej był dokonywany w drodze konkursu spośród pracowników urzędów i organów podległych ministrowi właściwemu do spraw finansów publicznych, którzy posiadali wyłącznie obywatelstwo polskie, wyższe wykształcenie magisterskie prawnicze, ekonomiczne lub inne uzupełnione studiami podyplomowymi prawniczymi lub ekonomicznymi oraz co najmniej czteroletni staż pracy w tych urzędach i organach.
Konkurs przeprowadzała komisja powołana przez ministra właściwego do spraw finansów publicznych. Konkurs przeprowadzany był w formie egzaminu składającego się z części ustnej i pisemnej, w toku którego sprawdzeniu podlegała wiedza niezbędna do wykonywania zadań na określonych stanowiskach, predyspozycje i zdolności ogólne oraz umiejętności kierownicze.
Minister właściwy do spraw finansów publicznych mógł nie powołać na stanowisko dyrektora izby skarbowej kandydata wyłonionego w drodze konkursu w przypadku, jeżeli żaden z kandydatów nie gwarantował obiektywnego wypełniania obowiązków dyrektora izby skarbowej. W takim przypadku oraz w przypadku gdy dwa kolejne konkursy nie wyłoniły kandydata minister właściwy do spraw finansów publicznych mógł powołać osobę na stanowiska dyrektora izby skarbowej bez konkursu.

## Zakres zadań dyrektora izby skarbowej jako organu administracji publicznej

### Zadania orzecznicze[2]

#### Zadania organu podatkowego
Dyrektor izby skarbowej jako organ podatkowy drugiej instancji rozpatrywał odwołania od decyzji podatkowych wydanych przez naczelników urzędów skarbowych oraz dyrektorów urzędów kontroli skarbowej, a także zażalenia na postanowienia tych organów. Podatkowe postępowania odwoławcze prowadził na podstawie przepisów Ordynacji podatkowej.
Postępowania te w szczególności dotyczyły podejmowania rozstrzygnięć w drugiej instancji w sprawach:
- dotyczących wysokości zobowiązań podatkowych oraz odsetek za zwłokę z tytułu:
  - podatku od towarów i usług,
  - podatku dochodowego od osób fizycznych,
  - zryczałtowanego podatku dochodowym od niektórych przychodów osiąganych przez osoby fizyczne,
  - podatku dochodowego od osób prawnych,
  - podatku od spadków i darowizn,
  - podatku od czynności cywilnoprawnych,
  - podatku tonażowego,
- dotyczących wysokości należności oraz odsetek za zwłokę z tytułu wpłat z zysku przez jednoosobowe spółki Skarbu Państwa;
- dotyczących zabezpieczenia, wymagalności oraz realizacji zobowiązań podatkowych, w tym w zakresie:
  - udzielania ulg w spłacie zobowiązań podatkowych i innych ulg przewidzianych przepisami prawa,
  - odpowiedzialności osób trzecich za zaległości podatkowe,
  - wstrzymania wykonania decyzji,
  - zabezpieczenia zobowiązań podatkowych;
- wydawania postanowień w sprawach przedłużania terminu zwrotu podatku VAT;
- odmowy wydania zaświadczenia o niezaleganiu w podatkach lub o stanie zaległości podatkowych;
- wynikających ze stosowania ustawy o zasadach ewidencji i identyfikacji podatników i płatników.

#### Zadania organu egzekucyjnego
Dyrektor izby skarbowej jako organ egzekucyjny drugiej instancji rozpatrywał zażalenia od postanowień wydawanych przez naczelników urzędów skarbowych w administracyjnym postępowaniu egzekucyjnym. W postępowaniu tym rozstrzygał na podstawie przepisów ustawy z dnia 14 czerwca 1960 r. Kodeks postępowania administracyjnego oraz ustawy z dnia 17 czerwca 1966 r. o postępowaniu egzekucyjnym w administracji.

#### Inne zadania orzecznicze
Dyrektor izby skarbowej był organem orzeczniczym w pierwszej instancji w sprawach dotyczących dotacji przedmiotowych.
Orzekał także w sprawach uznania kościelnych jednostek organizacyjnych za odrębne podmioty podatkowe.
Ponadto rozpatrywał środki zaskarżenia na niezałatwienie sprawy w terminie przez naczelnika urzędu skarbowego, skargi dotyczące jego działalności, rozstrzygał spory o właściwość pomiędzy podległymi mu naczelnikami urzędów skarbowych oraz orzekał w innych sprawach wskazanych w ustawach.
Na decyzje dyrektora izby skarbowej podjęte w drugiej instancji służyła skarga do właściwego miejscowo wojewódzkiego sądu administracyjnego.

### Zadania nadzorcze
Dyrektor izby skarbowej wykonywał zadania nadzorcze w stosunku do naczelników urzędów skarbowych, w szczególności sprawował nadzór nad:
- prawidłowością i efektywnością poboru i redukcji zaległości podatkowych;
- prawidłowością kontroli podatkowych i czynności sprawdzających oraz monitorowanie działań związanych ze stwierdzonymi nieprawidłowościami w urzędach skarbowych;
- egzekucją należności pieniężnych prowadzoną zgodnie z ustawą o postępowaniu egzekucyjnym w administracji;
- wymianą informacji podatkowych, w tym o podatku VAT i podatkach bezpośrednich oraz dochodzenia podatków, należności celnych i innych należności pieniężnych realizowanej z państwami UE oraz innymi państwami w zakresie i na zasadach określonych w ratyfikowanych umowach międzynarodowych;
- przeprowadzaniem w urzędach skarbowych oceny i analizy ryzyka podmiotów rejestrujących się do dokonywania transakcji wewnątrzwspólnotowych;
- prawidłowością prowadzenia rejestrów zastawów skarbowych;
- wykonywaniem orzeczeń o przepadku rzeczy na rzecz Skarbu Państwa, likwidacji niepodjętych depozytów oraz innych orzeczeń, na podstawie których własność rzeczy przeszła na rzecz Skarbu Państwa.

### Podstawowe przepisy prawne dotyczące realizacji zadań
Podstawowymi przepisami prawa dotyczącymi zadań dyrektora izby skarbowej były ustawy z dnia 21 czerwca 1996 r. o urzędach i izbach skarbowych (od 2016 r. miała obowiązywać ustawa z dnia 10 lipca 2015 r. o administracji podatkowej) oraz ustawa z dnia 29 sierpnia 1997 r. Ordynacja podatkowa.
Do zadań dyrektorów izb skarbowych zgodnie z art. 5 ust. 7 ustawy z dnia 21 czerwca 1996 r. o urzędach i izbach skarbowych należało:
- nadzór nad urzędami skarbowymi;
- zarządzanie ryzykiem zewnętrznym, w tym identyfikowanie obszarów zagrożeń mogących mieć wpływ na prawidłowość wypełniania obowiązków podatkowych;
- rozstrzyganie w drugiej instancji w sprawach należących w pierwszej instancji do urzędów skarbowych;
- ustalanie i udzielanie oraz analizowanie prawidłowości wykorzystywania dotacji przedmiotowych dla przedsiębiorców w zakresie określonym przez Ministra Finansów;
- wykonywanie innych zadań określonych w odrębnych przepisach.

Dyrektor izby skarbowej zgodnie z art. 13 § 1 pkt 2 Ordynacją podatkową jest:
- organem odwoławczym od decyzji naczelnika urzędu skarbowego,
- organem pierwszej instancji, na podstawie odrębnych przepisów,
- organem odwoławczym od decyzji wydanej przez ten organ w pierwszej instancji.

## Dyrektor izby skarbowej jako kierownik jednostki budżetowej
Dyrektor izby skarbowej był również kierownikiem izby skarbowej jako jednostki budżetowej. Oznaczało to, że do jego kompetencji należała realizacja polityki kadrowej i finansowej tej jednostki w oparciu o właściwe przepisy prawa.